# Strawberry Alarm Clock
Gli Strawberry Alarm Clock sono un gruppo psichedelico statunitense proveniente da Los Angeles, conosciuto soprattutto per il famoso pezzo Incense and Peppermints che nel 1967 raggiunge la prima posizione nella Billboard Hot 100.

## Storia

### Origini
Le origini risalgono alla metà degli anni '60. La prima formazione vede il raccogliersi di musicisti provenienti da gruppi minori e include Lee Freeman (voce, chitarra e armonica), Ed King (chitarra), Gary Lovetro (basso), Gene Gunnels (batteria), Mike Luciano (tamburello) e Steve Rabe (chitarra solista). Fare cover delle più famose canzoni del tempo era la loro attività. Così, diventano famosi nella scena locale e ottengono un discreto successo. Pubblicano nel 1966 i primi tre singoli con alcune piccole case discografiche californiane. Nello stesso anno, Steve Rabe lascia la formazione e viene rimpiazzato da Mark Weitz (tastiere, voce), il quale diviene il leader insieme a Freeman. Nel 1967 continuano a produrre singoli e si rinominano Thee Sixpence. 
Durante la primavera del 1967 cominciano a lavorare ad un nuovo singolo, composto da "The Birdman of Alkatrash" nel lato A e dalla strumentale "Incense and Peppermints" nel lato B. Compiuto il singolo, il produttore Frank Slay lo invia al cantautore John Carter che si occupa della stesura del testo.
Il singolo viene venduto il tutti gli Stati Uniti, il gruppo acquisisce discreta fama. A quel punto i Thee Sixpence, dato che molti gruppi avevano nomi simili, decidono di rinominarsi con il nome definitivo di Strawberry Alarm Clock in omaggio alla canzone Strawberry Fields Forever dei Beatles.

### Il successo
Proprio nel 1967, dopo l'arrivo di George Bunnel (basso) che diviene anche l'autore dei testi, esce il primo e probabilmente il più importante disco: Incense and Peppermints. Raggiunse l'undicesima posizione nella classifica americana.
Durante la sua vita il gruppo vede molti cambiamenti di formazione. Prima del secondo disco Wake Up...It's Tomorrow del 1968, Gary Lovetro lascia da solo Bunnel al basso.
Nel 1971 il gruppo si sciolse. Negli anni '80 alcuni membri del gruppo si riunirono per partecipare a diversi concerti. La formazione originale si riunì il 29 aprile 2007 per suonare al Virginia Theatre di Champaign (Illinois), in occasione dell'Overlooked Film Festival; successivamente, lo stesso anno, suonarono ancora in altri concerti.

## Discografia

### Album studio
- Incense and Peppermints (1967)
- Wake Up...It's Tomorrow (1968)
- The World in a Sea Shell (1968)
- Good Morning Starshine (1971)

### Raccolte
- The Best of the Strawberry Alarm Clock (1970)
- Changes (1971)
- Incense And Peppermint (1990)
- Strawberries Mean Love (1992)
- The Strawberry Alarm Clock Anthology (1993)

## Formazione
- Ed King (chitarra, voce)
- Lee Freeman (chitarra, sitar, voce)
- Mark Weitz (tastiere, voce)
- Gary Lovetro (basso)
- Randy Seol (batteria, voce)